# Picaflors de les Louisiade
El picaflors de les Louisiade (Dicaeum nitidum) és un ocell de la família dels diceids (Dicaeidae).

## Hàbitat i distribució
Habita boscos i vegetació secundària de les terres baixes de les illes properes al sud-est de Nova Guinea.